# Lacus (Berg)
Der Lacus ist ein osttimoresischer Berg im Suco Gildapil (Verwaltungsamt Lolotoe, Gemeinde Bobonaro). Sein Gipfel befindet sich in der Aldeia Gildapil, nah der Grenze zur Aldeia Atos und zum Suco Leber. Mit 1733 m ist er der höchste Berg von Lolotoe. Direkte Nachbarn sind der Zeman (1664 m) und der Luhito (1691 m). Nordöstlich erhebt sich in Leber der Tapo, mit 1939 m der höchste Gipfel der Bergkette.